# Francisco Uribe
Francisco Uribe (* 11. Januar 1966 in Tehuacán, Puebla) ist ein ehemaliger mexikanischer Fußballspieler auf der Position eines Stürmers.

## Laufbahn

### Vereine
Uribe begann seine Profikarriere in der Saison 1985/86 beim Club Universidad Nacional, für den er sein erstes Tor in der Primera División in einem am 31. Januar 1986 ausgetragenen Heimspiel gegen den amtierenden und zukünftigen Vizemeister Tampico-Madero FC erzielte. Das Spiel wurde 2:1 gewonnen.
Die nächsten beiden Spielzeiten verbrachte Uribe beim CD Coyotes Neza, bevor er jeweils einjährige Gastspiele bei Atlético Potosino und Atlante absolvierte.
1990 wechselte Uribe zum Club León, mit dem er in der Saison 1991/92 die mexikanische Fußballmeisterschaft gewann. Anschließend stand er vier Jahre beim Club América unter Vertrag, mit dem er gleich 1992 den CONCACAF Champions Cup gewann.
In der Clausura 2002 ließ Uribe seine aktive Laufbahn bei den zu jener Zeit in der zweitklassigen Primera División 'A' spielenden Tiburones Rojos Veracruz ausklingen.
Außerdem spielte Uribe auf Amateurbasis für eine Mannschaft namens San Sebastián in der Liga Española de Fútbol.

### Nationalmannschaft
Zwischen 1991 und 1993 bestritt Uribe insgesamt 19 Länderspieleinsätze für die mexikanische Nationalmannschaft, bei denen er neun Tore erzielte.

## Erfolge
- Mexikanischer Meister: 1992 (mit León)
- CONCACAF-Champions-Cup-Sieger: 1992 (mit América)